# Albin Simolin
Johan Albin Simolin, född den 19 juni 1875 i Kyrkslätt, Nyland, död den 2 maj 1942 i Helsingfors, var en finländsk kyrkohistoriker.
Simolin blev student 1896,, filosofie kandidat 1899 och magister 1900. Han ägnade sig sedan åt teologiska studier samt avlade teologie kandidatexamen 1904 och licentiatexamen 1909. Teologie doktor blev han 1910. Han utnämndes till lektor i religion 1909 vid Svenska normallyceum i Viborg och 1910 vid Svenska normallyceum i Helsingfors. År 1913 blev han därjämte docent i kyrkohistoria vid Helsingfors universitet. Han blev 1919 överlärare i religion och filosofi vid Svenska normallyceum och var 1929–1930 professor i kyrkohistoria vid Åbo Akademi. Simolin sysselsatte sig främst med Finlands kyrkohistoria. 
Bland hans arbeten kan nämnas Drag ur prästgårdslif i Finland under 16:e och 17:e seklen (i Finska kyrkohistoriska samfundets "Meddelanden", VII), Drag ur det kyrkliga lifvet i Helsingfors på 1600-talet (i "Teologisk tidskrift" 1908), Wiborgs stifts historia (licentiatspecimen 1909), Petrus Bång. En biografisk studie (Finska kyrkohistoriska samfundets "Handlingar", X), Grunddragen av evangeliskt-lutherskt församlingsliv i Finland (1916), Reformationens kulturbetydelse (1917), Till frågan om världshistoriens struktur. En studie i historiens filosofi (1922) och Religionen och de nya bildningsidealen (1923). Vidare redigerade Simolin "Handlingar rörande Wiborgs stift". Bland Simolins många tidskriftsuppsatser kan framhållas en artikelserie Den katolska modernismen (i "Teologisk tidskrift", 1911). I den finska "Maailman historia" behandlade Simolin den katolska reaktionen.